# Agrotis quadrimacula
Agrotis quadrimacula är en fjärilsart som beskrevs av Eugen Wehrli 1918. Agrotis quadrimacula ingår i släktet Agrotis och familjen nattflyn. Inga underarter finns listade i Catalogue of Life.